# Anderson Carriage Manufacturing Company
Anderson Carriage Manufacturing Company war ein US-amerikanischer Hersteller von Automobilen.

## Unternehmensgeschichte
Das Unternehmen aus Anderson in Indiana stellte von 1907 bis 1910 Automobile her, die als Anderson vermarktet wurden. Stückzahlen sind nicht überliefert. Ein Fahrzeug von 1909 existiert noch.
Es gab keine Verbindungen zur Anderson Machine Company und zur Anderson Buggy Company, die den gleichen Markennamen verwendeten.

## Fahrzeuge
Im Angebot standen überwiegend Highwheeler. Sie hatten Räder von 36 Zoll Größe und Vollgummireifen. Ein luftgekühlter Zweizylindermotor trieb über ein Friktionsgetriebe die Hinterachse an. Die Motorleistung ist anfangs mit 12 PS angegeben. Der Radstand betrug 183 cm.
Von 1907 bis 1909 gab es drei Ausführungen. Das Model A war eckiger gestaltet und hatte keine Lampen, während das Model B etwas runder war und mit Lampen ausgestattet war. Das teurere Model C hatte kleinere, luftgefüllte Reifen. Als Aufbauart wird Motor Buggy angegeben, was einem zweisitzigen Runabout entspricht.
1910 stieg die Motorleistung auf 14 PS. Model E und Model H waren weiterhin Motor Buggies. Das Model G wird als Limousine Motor Buggy bezeichnet, was auf eine geschlossene Karosserie als Limousine hindeutet.

## Modellübersicht
| Jahr      | Modell  | Zylinder | Leistung (PS) | Radstand (cm) | Aufbau                |
| --------- | ------- | -------- | ------------- | ------------- | --------------------- |
| 1907–1909 | Model A | 2        | 12            | 183           | Motor Buggy           |
| 1907–1909 | Model B | 2        | 12            | 183           | Motor Buggy           |
| 1907–1909 | Model C | 2        | 12            | 183           | Motor Buggy           |
| 1910      | Model E | 2        | 14            | 183           | Motor Buggy           |
| 1910      | Model G | 2        | 14            | 183           | Limousine Motor Buggy |
| 1910      | Model H | 2        | 14            | 183           | Motor Buggy           |